# 과불화헥산술폰산
과불화헥산술폰산(Perfluorohexane sulfonic acid, Perfluorohexanesulfonic acid, PFHS)은 과불화화합물 술폰산 중 하나로 유기성 화합물 중 하나이다.
산기가 붙어있지 않은 과불화학센술포네이트(Perfluorohexane sulfonate, PFHxS)는 소방용 폼과 카펫 청소제로 주로 사용되었다. PFHxS 계열 계면활성제는 인체에 영향을 주는 화합물 중 하나로, 지속적으로 노출될 시 임산부의 태아 세포 손상 및 청소년에게 ADHD를 일으킬 수 있다는 연구가 있다.

## 같이 보기
- 과불화옥탄술폰산